# Нго Суан Лить
Нго Суан Лить (вьет. Ngô Xuân Lịch; род. 20 апреля 1954, квартал Йенбак, город Зуитьен, провинция Ханам, Демократическая Республика Вьетнам) — вьетнамский военный и государственный деятель. Министр национальной обороны Социалистической Республики Вьетнам в 2016–2021 годах.

## Биография
Родился 20 апреля 1954 года в провинции Ханам. Отец был государственным чиновником в городке Зуитьен. Бакалавр социальных и гуманитарных наук, бакалавр партийного строительства.
Поступил на военную службу в конце Вьетнамской войны. С января 1972 по июль 1973 года служил солдатом, затем заместителем командира роты в 320-й и 308-й дивизиях. С августа 1973 по октябрь 1974 года командир роты. С ноября 1974 по октябрь 1978 года замполит батальона. Участвовал в военной операции «Хо Ши Мин» и взятии Сайгона. Участник кампучийско-вьетнамского конфликта 1977—1978 годов. Член коммунистической партии Вьетнама с августа 1974 года.
С ноября 1978 по март 1981 года помощник руководителя политотдела 341-й дивизии (также известную как (вьет. Đoàn Sông Lam) 4-го военного округа. С апреля 1981 по август 1982 года курсант Главного военного училища 4-го военного округа, слушатель Военно-политического училища. С сентября 1982 по июль 1985 года учился в Военно-политической академии Вьетнамской народной армии.
С августа 1985 по июль 1987 года заместитель политкомиссара, секретарь парткома 667-го, затем 779-го полка 346-й дивизии 26-го армейского корпуса 1-го военного округа. С августа 1987 по январь 1988 года секретарь парткома полка, политкомиссар 462-го полка 392-й дивизии 1-го военного округа. С февраля 1988 по август 1994 года заместитель главы организационного отдела Главного политического управления Вьетнамской народной армии, студент Национальной академии обороны Вьетнама. С сентября 1994 по октябрь 2000 года заместитель начальника, начальник отдела по политическим вопросам, заместитель начальника организационного отдела, начальник общего политического управления ВНА. Учился и получил степень бакалавра в Военно-политической академии Вьетнама (1995–1996). С ноября 2000 по апрель 2003 года заместитель секретаря парткома, начальник политотдела Главного политического управления ВНА. С мая 2003 по ноябрь 2004 года член парткома, политрук 3-го военного округа. С декабря 2004 по март 2006 года секретарь парткома, заместитель по политике командующего 3-го военного округа. С апреля 2006 по ноябрь 2007 года член Центральной военной комиссии, секретарь парткома, политкомиссар 3-го военного округа. Учился в Национальной политакадемии имени Хо Ши Мина (2006). С декабря 2007 по январь 2011 года заместитель председателя Главного политического управления ВНА. С февраля 2011 по апреля 2016 года постоянный член Центральной военной комиссии, председатель Главного политического управления ВНА.
9 апреля 2016 года назначен Министром национальной обороны Социалистической Республики Вьетнам. 7 апреля 2021 года на 11-й сессии XIV Национального собрания 14-го созыва освобождён от должности.
Депутат Национального собрания в 2011–2021 годах. 
Член ЦК КПВ с апреля 2006 по февраль 2021 года, секретарь ЦК КПВ в 2011–2016 годах, член политбюро с января 2016 по февраль 2021 года.

## Награды
- Орден Дружбы (29 марта 2021 года, Россия) — за большой вклад в укрепление отношений всеобъемлющего стратегического партнёрства между Российской Федерацией и Социалистической Республикой Вьетнам[1].